# 安塔纳斯·文茨洛瓦
安塔纳斯·托马索维奇·文茨洛瓦（1906年1月7日—1971年6月28日），立陶宛、苏联文学家、评论家、翻译家和政治家。立陶宛苏维埃社会主义共和国科学院通讯院士。曾任立陶宛人民议会议员、立陶宛苏维埃社会主义共和国教育人民委员、考纳斯大学副教授、立陶宛苏维埃社会主义共和国作家联盟主席等职务。

## 生平
1906年1月7日出生于特雷皮尼艾村（现立陶宛马里扬波莱）的一个农民家庭。1925年，他从马里扬波莱的高中毕业，成为考纳斯土地局职员。1929年，升入考纳斯维陶塔斯马格努斯大学人文学院历史和语言学系学习，毕业後相继在考纳斯中学、克莱佩达中学担任教师。
1940年当选立陶宛“人民议会”议员，要求立陶宛并入苏联。立陶宛苏维埃社会主义共和国成立后，担任要职。苏德战争期间一度撤往俄罗斯，担任前线战地记者。
1944年-1946年，考纳斯大学副教授。1949年当选立陶宛苏维埃社会主义共和国科学院通讯院士和苏联和平委员会的成员。1952年-1964年，立共中央委员。期间，1954年-1959年，立陶宛苏维埃社会主义共和国作家联盟主席。1971年6月28日于维尔纽斯逝世，享年65岁。葬于安塔卡尔尼斯公墓。其子托马斯·文茨洛瓦也是一位作家，他於1977年移居美国，成为耶鲁大学斯拉夫语言文学部的教授。

## 文学创作
1925年开始文学创作。早期作品有诗集《在黄昏时的小巷中》（1926）和《街上亮了》（1927）。1930年发表短篇小说集《暴风雨中的白桦》。1930-1931年主编《第三战线》杂志。30年代后期，发表描写大学生活的长篇小说《友谊》（1936）和短篇小说集《夜》（1939）。他是立陶宛反法西斯进步文学的主要作家之一。苏德战争时期著有诗集《祖国的召唤》（1943）和《高高的苹果树的地方》（1945）。战后作品有诗集《祖国的青春》（1947）和《斗争、痛苦、勇敢！》（1953）。1952年以《诗选》（1951）一书获斯大林奖金。1954年曾访问中国，发表《中国纪行》，记录下关于中国的诸多见闻。在中国，他结识斯拉夫学者戈宝权和高莽。1958年发表以立陶宛建立苏维埃政权和知识分子命运为题材的长篇小说《诞生的日子》。此后相继发表自传性的长篇小说《春天的河流》（1964）、《寻找青年时代》（1966）、《中午的暴风雨》（1969）。其他著作还有文学研究、军事特写和游记。曾将许多俄罗斯、乌克兰作家的作品译为立陶宛文。他的作品已被翻译成拉脱维亚语、波兰语、俄语、乌克兰语和其他语言。

## 荣誉
- 1951年作品《诗选》获1952年斯大林奖二等奖
- 列宁勋章（1950）
- 十月革命勋章（1971）
- 劳动红旗勋章（1954）
- 二级卫国战争勋章
- 1941-1945年伟大卫国战争中忘我劳动奖章
- 立陶宛苏维埃社会主义共和国功勋艺术家称号（1954）
- 立陶宛苏维埃社会主义共和国国家奖（1960）
- 立陶宛苏维埃社会主义共和国人民作家称号（1965）